# Escola de Altos Estudos
O Programa Escola de Altos Estudos é uma iniciativa da Coordenação de Aperfeiçoamento de Pessoal de Nível Superior (Capes) para promover a cooperação acadêmica e o intercâmbio internacional nos cursos de pós-graduação stricto sensu (mestrado, doutorado e pós-doutorado). É uma das ações do Plano de Desenvolvimento da Educação do Ministério da Educação do Brasil.
Seu objetivo é ampliar, fortalecer e qualificar os programas de pós-graduação ofertados em instituições no Brasil. Pesquisadores e professores de elevado conceito internacional são convidados a realizar cursos monográficos no país.
Para participar do programa, as universidades devem ofertar cursos e programas de pós-graduação stricto sensu e comprovar nota igual ou superior a 5 nas avaliações da Capes. Para as sociedades de pesquisa, científica exige-se o credenciamento na Sociedade Brasileira para o Progresso da Ciência(SBPC).
A primeira Escola de Altos Estudos realizada no Brasil aconteceu no período de 1º de julho a 29 de agosto de 2008, resultado de um projeto do Instituto Internacional de Neurociências de Natal Edmond e Lily Safra e a Universidade Federal do Rio Grande do Norte. Os cursos contaram com a participação de professores e pesquisadores de várias partes do mundo, como dos EUA, Chile, Japão, Alemanha, entre outros.